# Arbin
Arbin (in italiano Arbino, desueto) è un comune francese di 785 abitanti situato nel dipartimento della Savoia della regione dell'Alvernia-Rodano-Alpi.
Il comune si trova all'interno del Solco alpino, nella valle cosiddetta Comba di Savoia.

## Società

### Evoluzione demografica
Abitanti censiti